# 3683 Baumann
3683 Baumann è un asteroide della fascia principale. Scoperto nel 1987, presenta un'orbita caratterizzata da un semiasse maggiore pari a 3,1375383 UA e da un'eccentricità di 0,1185883, inclinata di 15,85729° rispetto all'eclittica.
Dal 5 novembre 1987 al 2 febbraio 1988, quando 3700 Geowilliams ricevette la denominazione ufficiale, è stato l'asteroide denominato con il più alto numero ordinale. Prima della sua denominazione, il primato era di 3607 Naniwa.
L'asteroide è dedicato ai coniugi Paul e Helene Baumann, astronomi amatoriali fondatori dell'osservatorio di Magonza.